# Inermocoelotes
Inermocoelotes es un género de arañas araneomorfas pertenecientes a la familia Agelenidae. Se encuentra en Nueva Zelanda.

## Especies
Según The World Spider Catalog 12.0:
- Inermocoelotes anoplus (Kulczyn'ski, 1897)
- Inermocoelotes brevispinus (Deltshev & Dimitrov, 1996)
- Inermocoelotes deltshevi (Dimitrov, 1996)
- Inermocoelotes drenskii (Deltshev, 1990)
- Inermocoelotes falciger (Kulczyn'ski, 1897)
- Inermocoelotes gasperinii (Simon, 1891)
- Inermocoelotes halanensis (Wang, Zhu & Li, 2010)
- Inermocoelotes inermis (L. Koch, 1855)
- Inermocoelotes jurinitschi (Drensky, 1915)
- Inermocoelotes karlinskii (Kulczyn'ski, 1906)
- Inermocoelotes kulczynskii (Drensky, 1915)
- Inermocoelotes melovskii Komnenov, 2017
- Inermocoelotes microlepidus (de Blauwe, 1973)
- Inermocoelotes paramicrolepidus (Wang, Zhu & Li, 2010)
- Inermocoelotes xinpingwangi Deltshev, 2009